# Ardisia venosa
Ardisia venosa là một loài thực vật có hoa trong họ Anh thảo. Loài này được Mast. ex Donn.Sm. mô tả khoa học đầu tiên năm 1893.